# NGC 4855
NGC 4855 ist eine elliptische Galaxie vom Hubble-Typ E/S0 im Sternbild Jungfrau auf der Ekliptik. Sie ist schätzungsweise 210 Millionen Lichtjahre von der Milchstraße entfernt und hat einen Durchmesser von etwa 105.000 Lj.
Im selben Himmelsareal befinden sich u. a. die Galaxien NGC 4836, NGC 4838, NGC 4847, NGC 4897.
Das Objekt wurde m 19. April 1882 von Ernst Wilhelm Leberecht Tempel entdeckt.